# Tian Han
Tian Han (田漢T, 田汉S, Tián HànP; Changsha, 12 marzo 1898 – Pechino, 10 dicembre 1968) è stato un drammaturgo e poeta cinese.
Nativo di Changsha, nella provincia di Hunan, Tián Hàn diede un importante contributo allo sviluppo del teatro cinese moderno e all'opera cinese. È noto soprattutto per aver scritto i versi dell'inno nazionale della Repubblica Popolare Cinese, la Marcia dei Volontari (义勇军进行曲 Yìyǒngjūn Jìnxíngqǔ).

## Biografia
Durante il Movimento del 4 maggio 1919, Tián Hàn divenne celebre per le attività anti-imperialiste e contro l'ingiustizia del sistema sociale cinese condotte dal circolo artistico da lui fondato. 
Di ritorno dal Giappone, nel 1921 fondò con Guō Mòruò (1892-1978) l'associazione letteraria "Creazione" (创造社 Chuàng zào shè). Paladino della riforma del teatro in senso modernista, si oppose tuttavia alla corrente di pensiero condivisa da molti uomini di teatro dell'epoca, come Lu Xun, che volevano decretare la fine delle forme tradizionali di teatro cinese.
Nel 1928 fondò la "Società della Cina Meridionale" (南国社 Nán Guó Shè), una compagnia di teatro moderno, alle cui attività parteciparono numerosi importanti uomini di teatro come Ouyang Yuqian e Zhou Xinfang, e che girò molte città della Cina prima di essere sciolta dal governo con l'accusa di attività sovversive  In questo periodo scrisse una delle sue opere più celebri, La morte di un famoso attore d'opera (名优之死 Míng yōu zhī sǐ) (1929), ispirata alla storia vera di un attore dell'opera cinese e della sua ricerca dell'arte in un mondo ostile.
Nel 1932 aderì al Partito Comunista Cinese e divenne una delle figure più importanti del teatro e del cinema rivoluzionario. 
Dopo l'avvento della Repubblica Popolare Cinese ricoprì incarichi ufficiali, pur continuando la sua attività di drammaturgo e scrittore. Nel 1950 entrò a far parte del Comitato del Ministero della Cultura per il Miglioramento del Teatro Musicale (文化部戏曲改进委员会 Wénhuàbù Xìqǔ Gǎijìn Wěiyuánhuì) e nel 1952 partecipò, con Méi Lánfāng, Cheng Yanqiu, Ma Shaopo e Lao She, al gruppo di otto membri creati dal Ministero della Cultura per la  revisione e la definizione delle opere tradizionali
Nel 1958 scrisse quella che è considerata la sua opera migliore, Guān Hànqīng (关汉卿), ispirata alla vita del drammaturgo Guan Hanqing vissuto nel XIV secolo, durante la dinastia Yuan.  Caduto in disgrazia durante il periodo della Rivoluzione Culturale, Tián Hàn fu perseguitato come "contro-rivoluzionario" e morì tragicamente nel 1968.

## Opere
- Una notte al caffè (咖啡店一夜 Kāfēidiàn Yī Yè), 1922
- Prima di pranzo (午饭之前 Wǔfàn Zhīqián), 1922
- La notte della cattura della tigre (获虎之夜 Huò Hǔ Zhī Yè), 1924
- Suzhou Yè Hua (苏州夜话), 1928
- La morte di un famoso attore d'opera (名优之死 Míng yōu zhī sǐ), 1929
- Luàn Zhōng (乱钟), 1932
- Canzone di primavera (回春之曲 Huí Chūn Zhī Qǔ), 1935
- La principessa Wencheng (文成公主 Wénchéng Gōngzhǔ)
- Guān Hànqīng (关汉卿), 1958
- Lì Rén Xíng (丽人行), 1959